# Fornjot (satélite)
Fornjot es un satélite de Saturno. Su descubrimiento fue anunciado por Scott S. Sheppard, David C. Jewitt, Jan Kleyna y Brian G. Marsden el 4 de mayo de 2005, después de las observaciones realizadas entre el 12 de diciembre de 2004 y 11 de marzo de 2005 y es el más alejado de los satélites exteriores de Saturno descubiertos hasta el momento. Su designación provisional fue S/2004 S 8. 
Debe su nombre a Fornjot, un gigante de la mitología nórdica, padre de Ægir, Kari, y Loge.